# Elymus arizonicus
Elymus arizonicus là một loài thực vật có hoa trong họ Hòa thảo. Loài này được (Scribn. & J.G.Sm.) Gould mô tả khoa học đầu tiên năm 1947.